# Lijst van nummer 1-hits in de Nederlandse Single Top 100 in 2023
Deze hits stonden in 2023 op nummer 1 in de Single Top 100.
| Nummer | Datum        | Artiest                                | Titel                           |
| ------ | ------------ | -------------------------------------- | ------------------------------- |
| 861    | 7 januari    | Claude                                 | Ladada (Mon dernier mot)        |
| 862    | 14 januari   | Boef feat. Cristian D                  | Probleem                        |
|        | 21 januari   | Boef feat. Cristian D                  | Probleem                        |
| 863    | 28 januari   | Miley Cyrus                            | Flowers                         |
|        | 4 februari   | Miley Cyrus                            | Flowers                         |
|        | 11 februari  | Miley Cyrus                            | Flowers                         |
| 864    | 18 februari  | Boef feat. Lil' Kleine                 | Herinnering                     |
|        | 25 februari  | Boef feat. Lil' Kleine                 | Herinnering                     |
| 863    | 4 maart      | Miley Cyrus                            | Flowers                         |
|        | 11 maart     | Miley Cyrus                            | Flowers                         |
|        | 18 maart     | Miley Cyrus                            | Flowers                         |
|        | 25 maart     | Miley Cyrus                            | Flowers                         |
|        | 1 april      | Miley Cyrus                            | Flowers                         |
|        | 8 april      | Miley Cyrus                            | Flowers                         |
|        | 15 april     | Miley Cyrus                            | Flowers                         |
| 864    | 22 april     | David Kushner                          | Daylight                        |
| 865    | 29 april     | Marco Schuitmaker                      | Engelbewaarder                  |
|        | 6 mei        | Marco Schuitmaker                      | Engelbewaarder                  |
| 866    | 13 mei       | Kevin feat. Yade Lauren                | Trust                           |
| 867    | 20 mei       | Loreen                                 | Tattoo                          |
|        | 27 mei       | Loreen                                 | Tattoo                          |
| 865    | 3 juni       | Marco Schuitmaker                      | Engelbewaarder                  |
| 868    | 10 juni      | $hirak, Cristian D, Lil' Kleine & Boef | Pornstar martini                |
| 865    | 17 juni      | Marco Schuitmaker                      | Engelbewaarder                  |
|        | 24 juni      | Marco Schuitmaker                      | Engelbewaarder                  |
| 869    | 1 juli       | Libianca                               | People                          |
|        | 8 juli       | Libianca                               | People                          |
|        | 15 juli      | Libianca                               | People                          |
| 865    | 22 juli      | Marco Schuitmaker                      | Engelbewaarder                  |
|        | 29 juli      | Marco Schuitmaker                      | Engelbewaarder                  |
| 870    | 5 augustus   | Peggy Gou                              | (It Goes Like) Nanana           |
|        | 12 augustus  | Peggy Gou                              | (It Goes Like) Nanana           |
|        | 19 augustus  | Peggy Gou                              | (It Goes Like) Nanana           |
|        | 26 augustus  | Peggy Gou                              | (It Goes Like) Nanana           |
|        | 2 september  | Peggy Gou                              | (It Goes Like) Nanana           |
| 871    | 9 september  | Cassö, Raye & D-Block Europe           | Prada                           |
|        | 16 september | Cassö, Raye & D-Block Europe           | Prada                           |
|        | 23 september | Cassö, Raye & D-Block Europe           | Prada                           |
|        | 30 september | Cassö, Raye & D-Block Europe           | Prada                           |
|        | 7 oktober    | Cassö, Raye & D-Block Europe           | Prada                           |
| 872    | 14 oktober   | Tate McRae                             | Greedy                          |
| 871    | 21 oktober   | Cassö, Raye & D-Block Europe           | Prada                           |
| 873    | 28 oktober   | Iñigo Quintero                         | Si no estás                     |
|        | 4 november   | Iñigo Quintero                         | Si no estás                     |
|        | 11 november  | Iñigo Quintero                         | Si no estás                     |
| 874    | 18 november  | Kevin feat. S10                        | De leven                        |
|        | 25 november  | Kevin feat. S10                        | De leven                        |
|        | 2 december   | Kevin feat. S10                        | De leven                        |
| 767    | 9 december   | Mariah Carey                           | All I Want for Christmas Is You |
|        | 16 december  | Mariah Carey                           | All I Want for Christmas Is You |
|        | 23 december  | Mariah Carey                           | All I Want for Christmas Is You |
|        | 30 december  | Mariah Carey                           | All I Want for Christmas Is You |

Lijsten van nummer 1-hits in de Nederlandse Top 40

1965 ·
1966 ·
1967 ·
1968 ·
1969 ·
1970 ·
1971 ·
1972 ·
1973 ·
1974 ·
1975 ·
1976 ·
1977 ·
1978 ·
1979 ·
1980 ·
1981 ·
1982 ·
1983 ·
1984 ·
1985 ·
1986 ·
1987 ·
1988 ·
1989 ·
1990 ·
1991 ·
1992 ·
1993 ·
1994 ·
1995 ·
1996 ·
1997 ·
1998 ·
1999 ·
2000 ·
2001 ·
2002 ·
2003 ·
2004 ·
2005 ·
2006 ·
2007 ·
2008 ·
2009 ·
2010 ·
2011 ·
2012 ·
2013 ·
2014 ·
2015 ·
2016 ·
2017 ·
2018 ·
2019 ·
2020 ·
2021 ·
2022 ·
2023 ·
2024 ·
2025

Lijsten van nummer 1-hits in de Nederlandse Single Top 100

1969 ·
1970 ·
1971 ·
1972 ·
1973 ·
1974 ·
1975 ·
1976 ·
1977 ·
1978 ·
1979 ·
1980 ·
1981 ·
1982 ·
1983 ·
1984 ·
1985 ·
1986 ·
1987 ·
1988 ·
1989 ·
1990 ·
1991 ·
1992 ·
1993 ·
1994 ·
1995 ·
1996 ·
1997 ·
1998 ·
1999 ·
2000 ·
2001 ·
2002 ·
2003 ·
2004 ·
2005 ·
2006 ·
2007 ·
2008 ·
2009 ·
2010 ·
2011 ·
2012 ·
2013 ·
2014 ·
2015 ·
2016 ·
2017 ·
2018 ·
2019 ·
2020 ·
2021 ·
2022 ·
2023 ·
2024 ·
2025

Lijsten van nummer 1-hits in de 538 Top 50

2019 ·
2020 ·
2021 ·
2022 ·
2023 ·
2024 ·
2025
- Nederland (Top 40)
- Nederland (Single Top 100)
- Nederland (538 Top 50)
- Nederland (Verrukkelijke 15)
- Nederland (Graadmeter)
- Vlaanderen (Radio 2 Top 30)
- Vlaanderen (Ultratop 50)
- Vlaanderen (Top 30 van Ultratop)
- Polen